# 六神花露水

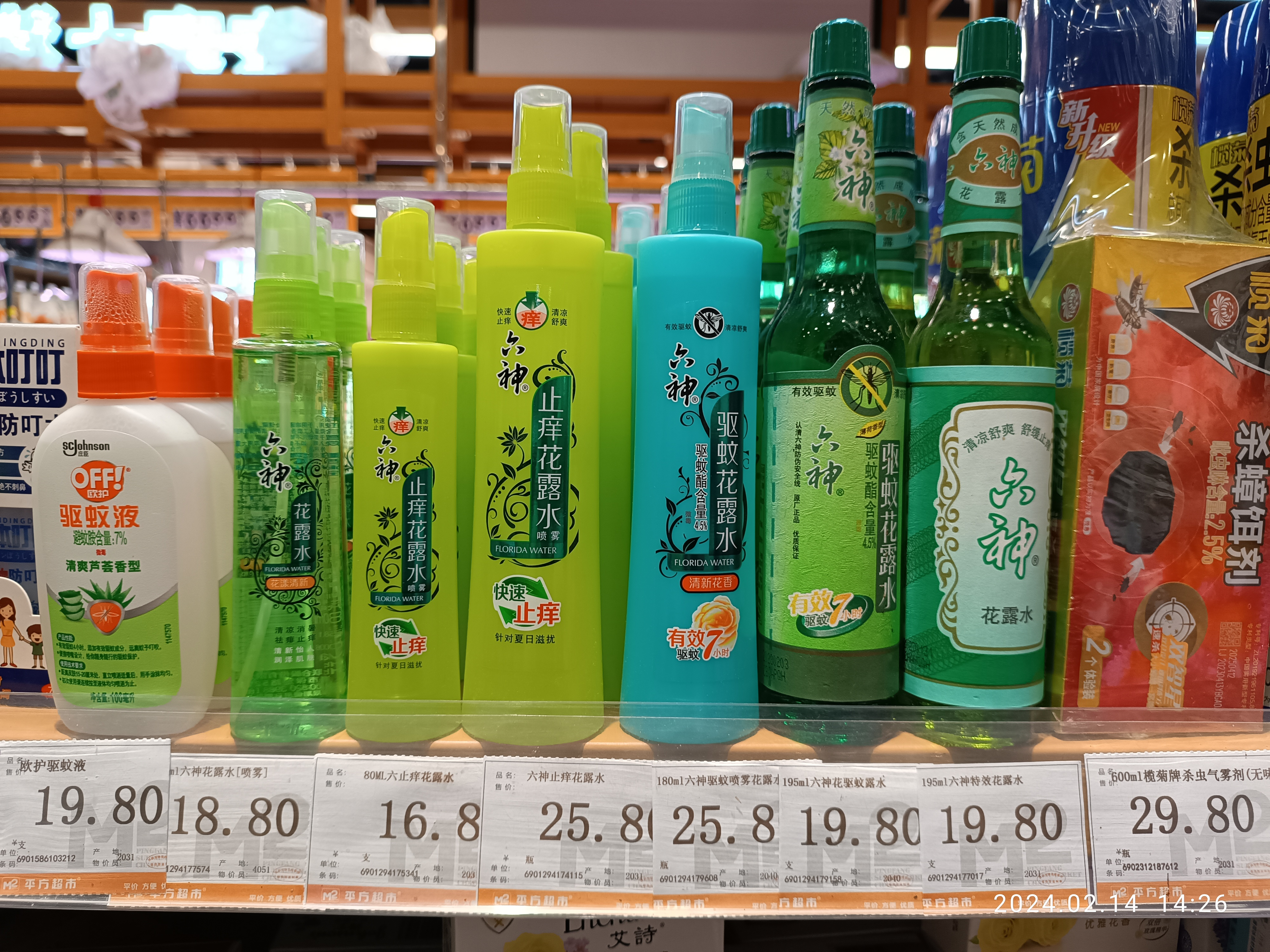

六神花露水是上海家化联合股份有限公司旗下的一个花露水品牌，于1990年上市。上市当年即大受欢迎，之后牢牢占据中国花露水市场，最高市场占有率超过70%。

## 歷史
1989年，上海家化的研发人员为应对痱子等夏季皮肤问题，将中药古方与花露水相结合，推出了包含有六味传统中药的六神花露水。
1990年第一瓶六神花露水上市。以“去痱止痒、提神醒脑”为明确产品诉求，通过“六神有主，一家无忧”的广告，迅速占领了花露水市场份额。
六神品牌随即成为上海家化个人护理产品产品的主打品牌，并推出沐浴露等衍生产品。2012年，针对六神驱蚊花露水含农药成分被质疑一事，上海家化发表声明就产品标注“农药正式登记证号”和“微毒”做出详细解释。
2020年，它与RIO锐澳合作生产“RIO锐澳六神花露水”风味鸡尾酒。

## 注解
1. ↑  花露水上演围击战 （页面存档备份，存于）。北京：消费日报，2004年07月07日。
2. ↑  .   [2014-06-01]. （原始内容存档于2019-04-01）.
3. ↑  . 中国日报网.   [2021-11-02]. （原始内容存档于2021-11-05）.
4. ↑  .   [2022-05-04]. （原始内容存档于2020-05-12）.
5. ↑  . 环球网.   [2021-11-02]. （原始内容存档于2021-11-03）.
6. ↑  . 新华网.   [2021-11-02]. （原始内容存档于2021-11-02）.